# Simeons Sogn
Simeons Sogn var et sogn i Nørrebro Provsti (Københavns Stift). I dag er sognet en del af Simeon-Sankt Johannes Sogn. Sognet ligger i Københavns Kommune; indtil Kommunalreformen i 1970 lå det i Sokkelund Herred (Københavns Amt). I Simeons Sogn ligger Simeons Kirke.